# Uzzia
Uzzia (Hebreeuws: עֻזִּיָּהוּ, ‘Uzzîyāhū, "Jah is mijn kracht"), in de Hebreeuwse Bijbel ook wel Azarja (Hebreeuws: עֲזַרְיָה) genoemd, was van 783 v.Chr. tot 742 v.Chr. of van 767 v.Chr. tot 740 v.Chr. koning van het koninkrijk Juda. Zijn leven wordt beschreven in 2 Koningen 15 en 2 Kronieken 26 in de Hebreeuwse Bijbel.
Uzzia werd door het volk van Juda als opvolger van zijn vader Amasja benoemd. Hij zou 52 jaar hebben geregeerd (deels als mederegent van zijn vader), een van de langste regeerperiodes in de geschiedenis van Juda. Hij heerste tegelijk met Jerobeam II die van 786 tot 746 v.Chr. in het koninkrijk Israël regeerde en met wie hij goede betrekkingen onderhield. Er heerste toen vrede en een relatieve opbloei tot half 8e eeuw v.Chr. Uzzia, die de troon besteeg op 16-jarige leeftijd, stond bekend als een doortastende en goede vorst. Hij zorgde voor een groot en sterk leger en bouwde verschillende verdedigingswerken, zoals verschillende wachttorens in de stadsmuur van Jeruzalem. Hij versterkte Elot en bracht het weer onder Juda (Kon. 14:22). Hij voerde oorlogen tegen de Filistijnen, de Arabieren en de Meünieten. Daarnaast kreeg hij schatting (een afkoopsom voor oorlog) van de Ammonieten. Op het hoogtepunt van zijn macht reikte zijn rijk tot aan de grens met Egypte.
Aan het eind van zijn regeerperiode werd hij echter getroffen door huidvraat (melaatsheid), nadat hij -tegen de regels in- zelf wierook had geofferd in de tempel van Jeruzalem. De laatste jaren van zijn leven moest Uzzia daarom in afzondering leven in een huis buiten de stad (mensen met huidvraat waren onrein en mochten niet in contact komen met anderen): zijn zoon Jotam was in deze periode regent van Juda.
Na zijn dood werd hij begraven in een apart graf in het veld waar ook zijn voorouders waren begraven. Hij werd als koning opgevolgd door Jotam.

## Uzziasteen
In 1931 werd door professor E.I. Sukenik van de Hebreeuwse Universiteit van Jeruzalem een steen ontdekt, die tegenwoordig bekendstaat onder de naam "Uzziasteen". Op de steen staat in het oud-Hebreeuws te lezen De beenderen van Uzzia, koning van Juda, rusten hier. Niet openen.... De stijl van de tekst is Aramees en de tekst wordt daarom gedateerd op 700 jaar na Uzzia. Niet achterhaald kan worden of de plaats waar de steen gevonden werd daadwerkelijk het graf van Uzzia was.